# Liste der Kulturdenkmale in Berlin-Nikolassee

Lage von Nikolassee in Berlin

In der Liste der Kulturdenkmale von Nikolassee sind die Kulturdenkmale des Berliner Ortsteils Nikolassee im Bezirk Steglitz-Zehlendorf aufgeführt.

## Denkmalbereiche (Ensembles)
| Nr.      | Lage                                        | Offizielle Bezeichnung                                                                   | Bestandteile / Beschreibung                                                                       | Bild                                |
| -------- | ------------------------------------------- | ---------------------------------------------------------------------------------------- | ------------------------------------------------------------------------------------------------- | ----------------------------------- |
| 09075217 | An der Rehwiese 12–15 (Lage)                | Wohnhausgruppe Baudenkmale siehe: An der Rehwiese 13; 15                                 | Weitere Bestandteile des Ensembles:                                                               | Weitere Bestandteile des Ensembles: |
| 09075217 | An der Rehwiese 12–15 (Lage)                | Wohnhausgruppe Baudenkmale siehe: An der Rehwiese 13; 15                                 | 09075218 - An der Rehwiese 12, Villa Henneberg, 1902–1903 von der Heimstätten-Aktien-Gesellschaft |                                     |
| 09075217 | An der Rehwiese 12–15 (Lage)                | Wohnhausgruppe Baudenkmale siehe: An der Rehwiese 13; 15                                 | 09075220 - An der Rehwiese 14, Villa Vanselow, 1901–1902 von Becker & Schlüter                    |                                     |
| 09075224 | Burgunder Straße 8/10 (Lage)                | Wohnhausgruppe, 1904–1907 von Erich Blunck Baudenkmal siehe: Burgunder Straße 8          | Weiterer Bestandteil des Ensembles:                                                               | Weiterer Bestandteil des Ensembles: |
| 09075224 | Burgunder Straße 8/10 (Lage)                | Wohnhausgruppe, 1904–1907 von Erich Blunck Baudenkmal siehe: Burgunder Straße 8          | 09075227 - Burgunder Straße 10, 1907 von Erich Blunck                                             |                                     |
| 09075242 | Kirchweg 24–25, 28 Im Mittelbusch 35 (Lage) | Wohnhausgruppe, 1913–1925 Baudenkmal siehe: Kirchweg 25 Gartendenkmal siehe: Kirchweg 25 | Weitere Bestandteile des Ensembles:                                                               | Weitere Bestandteile des Ensembles: |
| 09075242 | Kirchweg 24–25, 28 Im Mittelbusch 35 (Lage) | Wohnhausgruppe, 1913–1925 Baudenkmal siehe: Kirchweg 25 Gartendenkmal siehe: Kirchweg 25 | 09075243- Kirchweg 24, Wohn- und Atelierhaus, 1914 und 1925 von Hermann Muthesius                 |                                     |
| 09075242 | Kirchweg 24–25, 28 Im Mittelbusch 35 (Lage) | Wohnhausgruppe, 1913–1925 Baudenkmal siehe: Kirchweg 25 Gartendenkmal siehe: Kirchweg 25 | 09075245- Kirchweg 28 / Im Mittelbusch 35, Landhaus, 1912 von Walther Epstein                     |                                     |
| 09075281 | Teutonenstraße 18/24 (Lage)                 | Wohnhausgruppe, 1901–1907 Baudenkmal siehe: Teutonenstraße 24                            | Weitere Bestandteile des Ensembles:                                                               | Weitere Bestandteile des Ensembles: |
| 09075281 | Teutonenstraße 18/24 (Lage)                 | Wohnhausgruppe, 1901–1907 Baudenkmal siehe: Teutonenstraße 24                            | 09075282 - Teutonenstraße 18, Villa, 1901–1902 von Robert Kleinau                                 |                                     |
| 09075281 | Teutonenstraße 18/24 (Lage)                 | Wohnhausgruppe, 1901–1907 Baudenkmal siehe: Teutonenstraße 24                            | 09075283 - Teutonenstraße 20, Villa, 1903 von Ernst Petzholtz, Umbau 1907–1908 von Bruno Möhring  |                                     |
| 09075281 | Teutonenstraße 18/24 (Lage)                 | Wohnhausgruppe, 1901–1907 Baudenkmal siehe: Teutonenstraße 24                            | 09075284 - Teutonenstraße 22, Villa, 1906–1907 von Oskar Otto Müller                              |                                     |

## Denkmalbereiche (Gesamtanlagen)
| Nr.      | Lage                                          | Offizielle Bezeichnung                         | Beschreibung | Bild                                         |
| -------- | --------------------------------------------- | ---------------------------------------------- | --- | -------------------------------------------- |
| 09065182 | An der Rehwiese 7, 7A, 7B (Lage)              | Atelierhäuser                                  | Doppelwohnhaus, 1957–1959 von Peter Poelzig |                                              |
| 09065182 | An der Rehwiese 7, 7A, 7B (Lage)              | Atelierhäuser                                  | Atelierhaus |                                              |
| 09075211 | Alemannenstraße 10 Hohenzollernplatz 5 (Lage) | Rathaus Nikolassee mit Feuerwache              | 1912–1913 von Bruno Möhring |                                              |
| 09075211 | Alemannenstraße 10 Hohenzollernplatz 5 (Lage) | Rathaus Nikolassee mit Feuerwache              | Feuerwache |                                              |
| 09075235 | Hohenzollernplatz 6 Borussenstraße (Lage)     | S-Bahnhof Nikolassee                           | Empfangsgebäude, 1901–1902 von Paul Vogler |                                              |
| 09075235 | Hohenzollernplatz 6 Borussenstraße (Lage)     | S-Bahnhof Nikolassee                           | Verbindungsbau 1934–1936 |                                              |
| 09075235 | Hohenzollernplatz 6 Borussenstraße (Lage)     | S-Bahnhof Nikolassee                           | Unterführung |                                              |
| 09075235 | Hohenzollernplatz 6 Borussenstraße (Lage)     | S-Bahnhof Nikolassee                           | S-Bahnsteig S1 |                                              |
| 09075235 | Hohenzollernplatz 6 Borussenstraße (Lage)     | S-Bahnhof Nikolassee                           | S-Bahnsteig S7 |                                              |
| 09075575 | Inselstraße 3A/5 (Lage)                       | Haus Monheim                                   | Wohnhaus, 1925–1926 von Heinrich Schacker (siehe Gartendenkmal Inselstraße 3A/5) |                                              |
| 09075575 | Inselstraße 3A/5 (Lage)                       | Haus Monheim                                   | Pförtnerhaus |                                              |
| 09075575 | Inselstraße 3A/5 (Lage)                       | Haus Monheim                                   | Pergolen |                                              |
| 09075575 | Inselstraße 3A/5 (Lage)                       | Haus Monheim                                   | Einfriedungsmauer |                                              |
| 09075239 | Kirchweg 19/21 (Lage)                         | Ev. Kirche Nikolassee                          | 1909–1910 von Erich Blunck und Johannes Bartschat | Berlin-Nikolassee Kirchweg Kirche Nikolassee |
| 09075239 | Kirchweg 19/21 (Lage)                         | Ev. Kirche Nikolassee                          | Vorplatz | Berlin-Nikolassee Kirchweg Kirche Nikolassee |
| 09075239 | Kirchweg 19/21 (Lage)                         | Ev. Kirche Nikolassee                          | Pfarrhaus |                                              |
| 09075239 | Kirchweg 19/21 (Lage)                         | Ev. Kirche Nikolassee                          | Konfirmandensaal |                                              |
| 09050055 | Kirchweg 18/20 (Lage)                         | Evangelischer Kirchhof Nikolassee              | Kapelle, 1912–1913 von Johannes Bartschat | Friedhofskapelle                             |
| 09050055 | Kirchweg 18/20 (Lage)                         | Evangelischer Kirchhof Nikolassee              | Einfriedungsmauer; 1906–1907 von Johannes Bartschat |                                              |
| 09050055 | Kirchweg 18/20 (Lage)                         | Evangelischer Kirchhof Nikolassee              | Grabstätte Walther Epstein, 1918 von Richard Scheibe |                                              |
| 09050055 | Kirchweg 18/20 (Lage)                         | Evangelischer Kirchhof Nikolassee              | Grabstätte Familie von Krottnaurer, 1915 |                                              |
| 09050055 | Kirchweg 18/20 (Lage)                         | Evangelischer Kirchhof Nikolassee              | Grabstätte Erich Koehler, 1919 von Rudolf Hassler |                                              |
| 09050055 | Kirchweg 18/20 (Lage)                         | Evangelischer Kirchhof Nikolassee              | Grabstätte Reinold Klimsch, 1918 |                                              |
| 09050055 | Kirchweg 18/20 (Lage)                         | Evangelischer Kirchhof Nikolassee              | Grabstätte Theo von Brockhusen, Fritz Klimsch |                                              |
| 09050055 | Kirchweg 18/20 (Lage)                         | Evangelischer Kirchhof Nikolassee              | Grabstätte Margret Trendelenburg, 1918 Otto Placzek |                                              |
| 09050055 | Kirchweg 18/20 (Lage)                         | Evangelischer Kirchhof Nikolassee              | Grabstätte Familie Henneberg, 1908 von I.E. Müller |                                              |
| 09050055 | Kirchweg 18/20 (Lage)                         | Evangelischer Kirchhof Nikolassee              | Grabstätte Else Schuckar, 1922 G. Schleicher und Co. |                                              |
| 09050055 | Kirchweg 18/20 (Lage)                         | Evangelischer Kirchhof Nikolassee              | Grabstätte Hermann Hüneke, 1920 Hans Dammann |                                              |
| 09050055 | Kirchweg 18/20 (Lage)                         | Evangelischer Kirchhof Nikolassee              | Grabstätte August Stimming, 1912 |                                              |
| 09050055 | Kirchweg 18/20 (Lage)                         | Evangelischer Kirchhof Nikolassee              | Grabstätte Richard Untucht (heute: Günter Eugen Halder), 1924 Nikolaus Friedrich |                                              |
| 09050055 | Kirchweg 18/20 (Lage)                         | Evangelischer Kirchhof Nikolassee              | Grabstätte Hermann Muthesius, 1927 |                                              |
| 09050055 | Kirchweg 18/20 (Lage)                         | Evangelischer Kirchhof Nikolassee              | Grabstätte Ernst Hengstenberg, 1915 |                                              |
| 09050055 | Kirchweg 18/20 (Lage)                         | Evangelischer Kirchhof Nikolassee              | Grabstätte Friedrich Ernst, 1915 von Fritz Klimsch |                                              |
| 09050055 | Kirchweg 18/20 (Lage)                         | Evangelischer Kirchhof Nikolassee              | Grabstätte Curt Gadow, 1928 |                                              |
| 09050055 | Kirchweg 18/20 (Lage)                         | Evangelischer Kirchhof Nikolassee              | Grabstätte Prof. Dr. Max C(arl) P(aul) Schmidt, 1918 |                                              |
| 09050055 | Kirchweg 18/20 (Lage)                         | Evangelischer Kirchhof Nikolassee              | Grabstätte Familie Freudenberg, 1924 Hermann Muthesius |                                              |
| 09050055 | Kirchweg 18/20 (Lage)                         | Evangelischer Kirchhof Nikolassee              | Grabstätte Jochen Klepper, 1952 Ernst Sund |                                              |
| 09050055 | Kirchweg 18/20 (Lage)                         | Evangelischer Kirchhof Nikolassee              | Grabstätte Max Pauly, 1930 von Martin Meyer-Pyritz |                                              |
| 09075261 | Nibelungenstraße 15–16 (Lage)                 | Wohnhäuser                                     | Nibelungenstraße 15, 1936–1937 von Günther Andretzke |                                              |
| 09075261 | Nibelungenstraße 15–16 (Lage)                 | Wohnhäuser                                     | Nibelungenstraße 16, 1936–1937 von Günther Andretzke |                                              |
| 09075573 | Potsdamer Chaussee 61A, 61B, 62, 63 (Lage)    | ehem. Alliierter Checkpoint Bravo (Dreilinden) | Kontrollgebäude, 1968–1972 vom Bauamt Nord der Oberfinanzdirektion Berlin (Hans Joachim Schröter) sowie der Bauabteilung der Senatsverwaltung für Bau- und Wohnungswesen (Gerhard Rainer Rümmler), zweiter Kontrollpunkt siehe 09065327                      |                                              |
| 09075573 | Potsdamer Chaussee 61A, 61B, 62, 63 (Lage)    | ehem. Alliierter Checkpoint Bravo (Dreilinden) | Raststätte |                                              |
| 09075573 | Potsdamer Chaussee 61A, 61B, 62, 63 (Lage)    | ehem. Alliierter Checkpoint Bravo (Dreilinden) | Tankstellen |                                              |
| 09075573 | Potsdamer Chaussee 61A, 61B, 62, 63 (Lage)    | ehem. Alliierter Checkpoint Bravo (Dreilinden) | LKW-Abfertigungsrampen |                                              |
| 09075573 | Potsdamer Chaussee 61A, 61B, 62, 63 (Lage)    | ehem. Alliierter Checkpoint Bravo (Dreilinden) | Bärenskulptur, 1956 von Renée Sintenis |                                              |
| 09075287 | Waldhauswinkel 2/8 Am Waldhaus 12 (Lage)      | Wohnhäuser                                     | 1938–1939 von Georg Hillenbrand |                                              |
| 09075289 | Wannseebadweg 25 (Lage)                       | Strandbad Wannsee                              | Umkleidehallen mit Sonnenterrassen und Wandelgang, Treppenanlagen und Toilettenhäusern, 1929–1930 von Martin Wagner und Richard Ermisch unter Einbeziehung des Verwaltungsgebäudes mit Eingangskassen und dreier Toilettenhäuser, 1927–1928 von Franz Fedler |                                              |

## Baudenkmale
| Nr.      | Lage                                       | Offizielle Bezeichnung                               | Beschreibung | Bild               |
| -------- | ------------------------------------------ | ---------------------------------------------------- | --- | ------------------ |
| 09060106 | Alemannenstraße 6 (Lage)                   | Wohnhaus                                             | 1902–1903 von Gustav Jänicke |                    |
| 09075212 | Alemannenstraße 15 Teutonenstraße 2 (Lage) | Mietshaus                                            | 1927–1930 von Victor Bunikowski |                    |
| 09065280 | Am Schlachtensee 144 (Lage)                | Apartmenthaus                                        | 1963–1965 von Chen Kuen Lee |                    |
| 09031105 | An der Rehwiese 3 (Lage)                   | Wohnhaus                                             | 1906–1907 von der Heimstätten-Aktien-Gesellschaft                                                                                              | An der Rehwiese 3  |
| 09040312 | An der Rehwiese 3a (Lage)                  | Wohnhaus                                             | Wohnhaus, 1935 von Hans Heinrich Müller | An der Rehwiese 3a |
| 09060107 | An der Rehwiese 9 (Lage)                   | Villa Salzmann                                       | 1904–1905 von der Heimstätten-Aktien-Gesellschaft                                                                                              | An der Rehwiese 9  |
| 09012465 | An der Rehwiese 11 (Lage)                  | Haus „Linden-Eck“                                    | 1902–1903 von Fr. Maywald im Büro Philipp Holzmann                                                                                             | An der Rehwiese 11 |
| 09075219 | An der Rehwiese 13 (Lage)                  | Haus Bondy                                           | Wohnhaus, 1912–1913 von Bruno Schmitz (siehe Ensemble An der Rehwiese 12–15)                                                                   | An der Rehwiese 13 |
| 09075221 | An der Rehwiese 15 (Lage)                  | Haus Cordel                                          | Wohnhaus, 1901–1902 von Walter Schilbach (siehe Ensemble An der Rehwiese 12–15)                                                                | An der Rehwiese 15 |
| 09075222 | An der Rehwiese 17 (Lage)                  | Wohnhaus                                             | 1910–1911 von Martin Schreiber | An der Rehwiese 17 |
| 09060111 | An der Rehwiese 25 (Lage)                  | Villa Hofmeier                                       | 1905–1906 von Reimer & Körte |                    |
| 09060110 | An der Rehwiese 31 (Lage)                  | Landhaus Stabe,                                      | 1908–1909 von der Heimstätten-Aktien-Gesellschaft, 1913–1914 von Erich Butz                                                                    |                    |
| 09075225 | Burgunder Straße 8 (Lage)                  | Haus Blunck                                          | Wohnhaus, 1904–1905 von Erich Blunck (siehe Ensemble Burgunder Straße 8/10)                                                                    |                    |
| 09075226 | Burgunder Straße 9 (Lage)                  | Wohnhaus                                             | 1924–1925 von Klingenberg & Issel |                    |
| 09075228 | Libellenstraße 12 Cimbernstraße 9 (Lage)   | Wohnhaus mit Einfriedungsmauer                       | Wohnhaus, 1901–1903 von der Heimstätten-Aktien-Gesellschaft                                                                                    |                    |
| 09075228 | Libellenstraße 12 Cimbernstraße 9 (Lage)   | Wohnhaus mit Einfriedungsmauer                       | Einfriedung der ehem. Villa Schröer |                    |
| 09065181 | Cimbernstraße 13B (Lage)                   | Haus Sagebiel                                        | 1935 von Ernst Sagebiel |                    |
| 09050540 | Cimbernstraße 36 An der Rehwiese 27 (Lage) | Haus Reh                                             | Wohnhaus, 1907–1908 von Breslauer & Salinger                                                                                                   |                    |
| 09075229 | Dreilindenstraße 30 (Lage)                 | Haus Eichstaedt                                      | Wohnhaus, 1922–1923 von Ludwig Mies van der Rohe                                                                                               |                    |
| 09075230 | Dreilindenstraße 49 Isoldestraße 9 (Lage)  | Dreilinden-Oberschule                                | 1938–1939 von Otto Kuhlmann |                    |
| 09075230 | Dreilindenstraße 49 Isoldestraße 9 (Lage)  | Dreilinden-Oberschule                                | Direktorenwohnhaus |                    |
| 09075231 | Gerkrathstraße 4 (Lage)                    | Wohnhaus                                             | 1909–1910 von Emilie Winkelmann |                    |
| 09075232 | Gerkrathstraße 9 (Lage)                    | Wohnhaus                                             | 1905–1907 von Otto Stahn |                    |
| 09075233 | Gerkrathstraße 12 (Lage)                   | Wohnhaus                                             | 1902–1903 von Georg Königsberger |                    |
| 09065180 | Inselstraße 6 (Lage)                       | Wohnhaus                                             | 1928–1929 von Otto Sperber |                    |
| 09075574 | Inselstraße (vor Nr. 8) (Lage)             | Tuileriensäule, Spolie vom Tuilerien-Schloß in Paris | 1884 aufgestellt | Tuleriensäule      |
| 09075236 | Inselstraße 37 (Lage)                      | Schwanenhof, Landhaus mit Einfriedung                | Wohnhaus, 1901 von Wessel & Burchardt |                    |
| 09075236 | Inselstraße 37 (Lage)                      | Schwanenhof, Landhaus mit Einfriedung                | Einfriedung, 1901 von Wessel & Burchardt |                    |
| 09075238 | Kirchweg 6 Pfeddersheimer Weg 69 (Lage)    | Evangelisches Gemeindehaus Nikolassee                | 1928–1929 von Walter Lehweß und E. Breidenbend                                                                                                 |                    |
| 09075244 | Kirchweg 25 (Lage)                         | Haus Wild                                            | Wohnhaus, 1913–1914 von Hermann Muthesius (siehe Ensemble Kirchweg und Gartendenkmal Kirchweg 25), Bauherr: Erich Wild (Bildhauer) (1877–1931) |                    |
| 09075246 | Kirchweg 33 Im Mittelbusch (Lage)          | Der Mittelhof                                        | Wohnhaus, 1914–1918 von Hermann Muthesius (siehe Gartendenkmal Kirchweg 33)                                                                    |                    |
| 09075241 | Kirchweg 57 (Lage)                         | Haus van Heteren                                     | Wohnhaus, 1921–1922 von Heinrich Straumer (siehe Gartendenkmal Kirchweg 57)                                                                    |                    |
| 09075581 | Kronprinzessinnenweg 21 (Lage)             | Schloss Wannsee                                      | Ausflugsgaststätte mit Restaurationsgebäude, offener und geschlossener Glashalle, 1896 von Wilhelm Schuffenhauer                               |                    |
| 09075581 | Kronprinzessinnenweg 21 (Lage)             | Schloss Wannsee                                      | Winterstall |                    |
| 09075581 | Kronprinzessinnenweg 21 (Lage)             | Schloss Wannsee                                      | Sommerküche |                    |
| 09075581 | Kronprinzessinnenweg 21 (Lage)             | Schloss Wannsee                                      | offene Glashalle |                    |
| 09075581 | Kronprinzessinnenweg 21 (Lage)             | Schloss Wannsee                                      | geschlossene Glashalle |                    |
| 09075249 | Krottnaurerstraße 19 (Lage)                | Wohnhaus                                             | 1907–1908 von Fritz Schirmer |                    |
| 09075251 | Libellenstraße 6 (Lage)                    | Wohnhaus                                             | 1903–1904 von Robert Kleinau |                    |
| 09075252 | Libellenstraße 7 (Lage)                    | Pförtnerhaus                                         | 1902–1903 von H. Goerke |                    |
| 09075253 | Libellenstraße 9 (Lage)                    | Libellenhof                                          | Wohnhaus mit Freitreppe, 1927–1928 von Bruno Paul                                                                                              |                    |
| 09075253 | Libellenstraße 9 (Lage)                    | Libellenhof                                          | Garage und Einfriedung |                    |
| 09075254 | Libellenstraße 15 (Lage)                   | Haus Bousset                                         | Wohnhaus, 1908–1909 von Alfred Grenander |                    |
| 09075255 | Libellenstraße 17 (Lage)                   | Villa Rosenburg                                      | Wohnhaus, 1901–1902 von Paul Vogler |                    |
| 09075256 | Lohengrinstraße 32 (Lage)                  | Wohnhaus                                             | 1935–1936 von Egon Eiermann |                    |
| 09075240 | Lückhoffstraße 19 (Lage)                   | Wohnhaus                                             | 1914 von Hermann Zückler |                    |
| 09075257 | Lückhoffstraße 34 (Lage)                   | Wohnhaus                                             | 1927–1928 von Michael Rachlis |                    |
| 09060108 | Lückhoffstraße 35 (Lage)                   | Landhaus Knörk                                       | 1905–1906 von Meyer & Kreich |                    |
| 09012517 | Parallelstraße 2 (Lage)                    | Unterwerk Nikolassee                                 | Gleichrichterwerk, 1927–1928 von Richard Brademann                                                                                             |                    |
| 09075263 | Potsdamer Chaussee 48 (Lage)               | Haus Freudenberg                                     | Wohnhaus, 1907–1908 von Hermann Muthesius |                    |
| 09075264 | Potsdamer Chaussee 49A (Lage)              | Haus Muthesius                                       | Wohnhaus, 1906–1907 von Hermann Muthesius (siehe Gartendenkmal Potsdamer Chaussee 49A)                                                         |                    |
| 09075576 | Potsdamer Chaussee 68 (Lage)               | Chauffeurshaus des Hauses Freudenberg                | 1922 von Hermann Muthesius |                    |
| 09075265 | Potsdamer Chaussee 75/77 (Lage)            | Feierhallen des Waldfriedhofes                       | Große Feierhalle, 1956–1957 von Sergius Ruegenberg und Wolf von Möllendorff                                                                    |                    |
| 09075265 | Potsdamer Chaussee 75/77 (Lage)            | Feierhallen des Waldfriedhofes                       | Kleine Feierhalle, 1956–1957 von Sergius Ruegenberg und Wolf von Möllendorff                                                                   |                    |
| 09075266 | Potsdamer Chaussee 87 (Lage)               | Gasthaus Mutter Mochow                               | 1896–1897 von H. Polkow |                    |
| 09075267 | Prinz-Friedrich-Leopold-Straße 18 (Lage)   | Wohnhaus                                             | 1902–1903 von Georg Bamborschke |                    |
| 09075268 | Prinz-Friedrich-Leopold-Straße 21 (Lage)   | Wohnhaus                                             | 1909–1910 von Johannes Bartschat |                    |
| 09075269 | Prinz-Friedrich-Leopold-Straße 26 (Lage)   | Wohnhaus                                             | 1901 von Reinhold Rohde |                    |
| 09075577 | Quastheide 1 (Lage)                        | Kolonistenhaus mit Stall                             | Haus, zwischen 1772 und 1776 |                    |
| 09075577 | Quastheide 1 (Lage)                        | Kolonistenhaus mit Stall                             | Stall, zwischen 1772 und 1776 |                    |
| 09075273 | Schopenhauerstraße 46 (Lage)               | Wohnhaus                                             | 1912–1913 von Hermann Muthesius, Erweiterung, 1955 von Werry Roth                                                                              |                    |
| 09075274 | Schopenhauerstraße 53 (Lage)               | Haus Vowinckel                                       | Wohnhaus, 1920–1921 von Hermann Muthesius |                    |
| 09075274 | Schopenhauerstraße 53 (Lage)               | Haus Vowinckel                                       | Brunnenanlage, 1920–1921 von Hermann Muthesius (siehe Gartendenkmal Schopenhauerstraße 53)                                                     |                    |
| 09075275 | Schopenhauerstraße 61 (Lage)               | Wohnhaus                                             | 1910 von der Wolgaster Holzhäuser-GmbH |                    |
| 09075276 | Schopenhauerstraße 71 (Lage)               | Landhaus Bloch                                       | 1906–1907 von Hermann Muthesius |                    |
| 09075277 | Spanische Allee 74 (Lage)                  | Wohnhaus                                             | 1913–1914 von der Heimstätten-Aktien-Gesellschaft                                                                                              |                    |
| 09075278 | Spanische Allee 88 (Lage)                  | Wohnhaus                                             | 1914–1916 von der Heimstätten-Aktien-Gesellschaft                                                                                              |                    |
| 09045829 | Spanische Allee 102–102a (Lage)            | Doppelwohnhaus                                       | 1936–1937 von Alfred Roth und Hans Hartmann |                    |
| 09075279 | Spanische Allee 110 (Lage)                 | Wohnhaus                                             | 1924–1925 von Otto Rudolf Salvisberg |                    |
| 09075280 | Teutonenstraße 4 (Lage)                    | Haus Vogel                                           | 1913–1914 von Heinrich Straumer |                    |
| 09075285 | Teutonenstraße 24 (Lage)                   | Wohnhaus                                             | 1905–1906 von Alfred Weber (siehe Ensemble Teutonenstraße 18/24)                                                                               |                    |
| 09075286 | Tristanstraße 8 (Lage)                     | Wohnhaus                                             | 1905–1906 von A. Grabkowsky |                    |
| 09045830 | Waltharistraße 8 (Lage)                    | Haus Lückhoff                                        | 1901–1902 von der Heimstätten-Aktien-Gesellschaft                                                                                              |                    |
| 09075291 | Wasgenstraße 50/52 Beskidenstraße 1 (Lage) | 3. Volksschule Schlachtensee (Westschule)            | 1926–1927 vom Hochbauamt Zehlendorf (Erich Schwiertz und E. Engelbrecht)                                                                       |                    |

## Gartendenkmale
| Nr.      | Lage                                                       | Offizielle Bezeichnung                                                             | Beschreibung | Bild |
| -------- | ---------------------------------------------------------- | ---------------------------------------------------------------------------------- | --- | ---- |
| 09046011 | Berliner Straße Potsdamer Chaussee Potsdamer Straße (Lage) | Steinbahn                                                                          | Allee zwischen Berlin und Potsdam, 1791–1795 von Carl Gotthard Langhans und Hans Moritz Graf von Brühl, seit 1860 Veränderungen; ohne Abschnitt zwischen Charlottenburger Straße und Fischerhüttenstraße (siehe Gartendenkmal Unter den Eichen) |      |
| 09045938 | Gerkrathstraße 10 (Lage)                                   | Vorgarten                                                                          | um 1907 |      |
| 09045947 | Hohenzollernplatz (Lage)                                   | Stadtplatz mit historischer Pflasterung (mit Auffahrt vor Hohenzollernplatz Nr. 5) | 1901–1903 |      |
| 09045947 | Hohenzollernplatz (Lage)                                   | Stadtplatz mit historischer Pflasterung (mit Auffahrt vor Hohenzollernplatz Nr. 5) | Gasleuchten |      |
| 09045953 | Inselstraße 3A/5 (Lage)                                    | Gartenanlage                                                                       | 1925 von Heinrich Schacker (siehe Baudenkmal Inselstraße 3A/5) |      |
| 09045954 | Inselstraße 28 (Lage)                                      | Gartenanlage                                                                       | 1913 von Ludwig Lesser |      |
| 09045959 | Kirchweg 25 (Lage)                                         | Gartenanlage                                                                       | 1913–1914 von Hermann Muthesius (siehe Baudenkmal Kirchweg 25 und Ensemble Kirchweg 24–25, 28) |      |
| 09045960 | Kirchweg 33 (Lage)                                         | Gartenanlage                                                                       | 1914–1915 von Hermann Muthesius und Carl Kempkes (siehe Baudenkmal Kirchweg 33) |      |
| 09045961 | Kirchweg 57 (Lage)                                         | Gartenanlage                                                                       | 1922–1923 von Eryk Pepinski (?) (siehe Baudenkmal Kirchweg 57) |      |
| 09045972 | Lohengrinstraße 22 (Lage)                                  | Gartenanlage                                                                       | um 1925 von Heinrich Friedrich Wiepking-Jürgensmann |      |
| 09045992 | Potsdamer Chaussee 49A (Lage)                              | Gartenanlage                                                                       | 1906–1907 von Hermann Muthesius, 1991–1992, wiederhergestellt (siehe Baudenkmal Potsdamer Chaussee 49A) |      |
| 09097746 | Schopenhauerstraße 53/55 (Lage)                            | Vorgarten                                                                          | 1920–1921 von Hermann Muthesius und der Firma Ludwig Späth (siehe Baudenkmal Schopenhauerstraße 53/55) |      |
| 09097746 | Schopenhauerstraße 53/55 (Lage)                            | Denkmalverlust:                                                                    | Landhausgarten, 2014 aberkannt |      |
| 09097746 | Schopenhauerstraße 53/55 (Lage)                            | Denkmalverlust:                                                                    | Obstwiese, Status 2014 aberkannt |      |